# جميل جبر
جميل لويس جبر (1924 - 2012) هو مؤرخ وروائي وقاص وناقد وباحث وصحافي ومترجم لبناني. بلغت مؤلفاته في العربية والفرنسية نحو 62 كتاباً. ودخل «موسوعة لاروس» الفرنسية وأدخل لبنان معه إليها.

## نبذة
ولد جبر في العام 1924 في بلدة بيت شباب اللبنانية، ويحوز إجازة في العلوم السياسية والاقتصاد من جامعة القديس يوسف في بيروت العام 1949، وإجازة في الأدب العربي العام 1948 وفي الفلسفة العام 1952، وشهادة دكتوراه في الآداب من جامعة ليون الفرنسية في العام 1957. وهو متزوج من جاكلين جبر.
تابع دراسات أدبية متخصصة في السيرة وفي النقد، مبنية على اطلاع وتنقيب متواصل، وكانت له لقاءات عديدة مع الأدباء والمبدعين أنفسهم بسبب العلاقات المباشرة التي ربطته بالكثيرين منهم، أمثال: يوسف السودا، يوسف غصوب، عبدالله العلايلي، مارون عبود، وميخائيل نعيمة، ورئيف خوري، ومي زيادة، وأمين الريحاني...
وقد تم تكريمه عدة مرات، وعقدت حوله عدة ندوات منها: ندوة “حضور لبنان في الصين رحلة جميل جبر إلى بكين قيمة مضافة على الحضور اللبناني في الصين” التي نظمتها الحركة  الثقافية - أنطلياس في 7 فبرابر 2018.

## نشاطه الثقافي والفكري
شارك جبر في تأسيس عدة جمعيات ثقافية ومجلات، ومنها: تأسيس «جمعية أهل القلم» اللبنانية التي كانت أول اتحاد لأدباء لبنان ودعت إلى أول مؤتمر للأدباء العرب عقد في مدينة دبي، كما شارك في تأسيس «جمعية أصدقاء الكتاب» سنة 1959م، وهي جمعية ضمت مجموعة من الأدباء والمفكرين، وكانت تمنح جوائز مالية لنخبة من الأدباء اللبنانيين تقديرًا لمؤلفاتهم في ميادين الرواية والبحث والفلسفة والتاريخ والشعر، وشارك أيضاً في تأسيس «المجلس الثقافي للمتن الشمالي».
وفي عالم الصحافة، عمل كمراسل في مجلة الهدى (1949-1951) وفي مجلة Preuve في فرنسا، وأسس مع الشاعر توفيق الصايغ مجلة حوار، وكان رئيسًا لتحرير مجلة الحكمة الثقافية بين الأعوام 1959 و1967م. ورئيس تحرير للقسم الثقافي في «الجريدة» (1967-1985)، وفي جريدة لوريان (1955-1972)، كذلك عمل كمقدم برنامج ثقافي «كلمات وألوان» على تلفزيون لبنان العام 1982. وقد حاز على العديد من الجوائز.

يقول جميل جبر: 
«أنا مع اللغة الفصحى، وأدعو في الوقت نفسه إلى تطويرها وتليينها. للعامية دور في الأعمال المسرحية، وفي الأشعار الشعبية والزجل، لكنها ليست بديلاً من الفصحى. اللبنانيون مثل غيرهم، وقبل غيرهم، يجب أن يحافظوا عليها، خصوصاً وأن لهم تاريخاً حافلاً في ذلك لأكثر من ثلاثة قرون من عصر التتريك حتى الآن».

## مؤلفاته
لجبر عشرات مؤلفات في النقد والترجمة والرواية والسير، كما قدم عدة أعمال أدبية لكتّاب لبنانيين وعرب، ومنها:

### السير
سلسلة أعلام الأدب اللبناني المعاصر:
- جبران خليل جبران
- ميخائيل نعيمة
- أمين الريحاني
- إيليا أبو ماضي
- عمر فاخوري
- توفيق يوسف عواد
- سعيد تقي الدين
- أمين نخلة
- عبد الله العلايلي
- مي زيادة

### في الأدب والنقد والتاريخ
- حول ما كتبه اللبنانيون في ديار الاغتراب [14]
- الأدب الأمريكى في مختلف عصوره - 1961[15]
- الروائع العالمية من الأدب الألماني [16]
- جبران خليل جبران في حياته العاصفة
- مي في حياتها المضطربة
- أبو شبكة شاعر الحب
- شارل قرم شاعر الجيل الملهم
- قصة حب أغرب من الخيال بين مي وجبران
- طرائف الأدباء
- جبيل في التاريخ[17]
- معجم أسماء العلم في لبنان - [18]

وله دراسات أخرى عن الجاحظ والمنفلوطي.

### سرد
- قلق [20]
- بعد العاصفة - 1954[21]

## قيل فيه
الباحث والإعلامي الدكتور كمال نخلة:
«لم يكن جميل جبر سخيّاً في إنتاجه الأدبي فحسب، سخيّاً كان باستقباله الطلاّب والباحثين. نتاجه حصاد قيّم من البحث والرواية والقصّة والمسرح والنقد والصحافة والترجمة والتاريخ. جميل جبر في لبنان والعالم العربي يعتبر من القلائل الذين حملوا لقب صاحب المئة كتاب...».
مديرة كرسي جبران خليل جبران للقيم والسلام في جامعة ميريلاند مي الريحاني:
«لقد أدرك جميل جبر أن جوهر الحياة يكمن في المعرفة. اهتم بكل أنواعها، التاريخ والأدب والشعر والفن لكنّه أولى اهتماماً كبيراً لتعميق معرفته عن لبنان وتوسيع الآفاق أمام اللبنانيين للتعرّف على ثقافات جديدة. فلطالما آمن بأن لبنان رغم صغر مساحته الجغرافية، يحمل رسالة كبيرة إلى العالم، تتجسّد بنقاط الإلتقاء بين مختلف الثقافات والأديان وفهم الآخر بطريقة أفضل...».

## وصلات خارجية
- جميل جبر صاحب 62 كتابا ومؤلفاً: جبران لم يكن مصلحاً اجتماعياً
- الدكتور جميل جبر القلم اللبناني الدافئ